# Jan Polák
Jan Polák (Brno, República Checa, 14 de marzo de 1981) es un futbolista checo. Juega de centrocampista en el 1. SK Prostejov.

## Trayectoria
Polák empezó su carrera profesional en un equipo de su ciudad natal, el 1. FC Brno.
En 2005 se marcha a jugar al FC Slovan Liberec. Este equipo lo vende por €1,500,000 al 1. FC Nürnberg alemán. 
En este país Polák se proclama campeón de la Copa de Alemania con su club.
El 3 de agosto de 2007 el Anderlecht, su actual club, pagó 3,5 millones de dólares para ficharlo, convirtiéndose en el segundo jugador más caro fichado por el club en su historia. Con este equipo gana la Copa de Bélgica en su primera temporada.

## Selección nacional
Fue campeón de la Eurocopa sub-21 con su país en 2002. Ha sido internacional con la selección absoluta en 57 ocasiones.
Fue convocado para participar en la Eurocopa de Austria y Suiza de 2008, donde jugó como titular los tres partidos que disputó su selección en esa competición.

## Clubes
| Club              | País            | Año       |
| ----------------- | --------------- | --------- |
| 1. FC Brno        | República Checa | 1996-2002 |
| FC Slovan Liberec | República Checa | 2002-2005 |
| 1. FC Nürnberg    | Alemania        | 2005-2007 |
| Anderlecht        | Bélgica         | 2007-2010 |
| VfL Wolfsburg     | Alemania        | 2011-2014 |
| F. C. Núremberg   | Alemania        | 2014-2016 |
| FC Zbrojovka Brno | República Checa | 2016-2018 |
| 1. SK Prostejov   | República Checa | 2018-     |

## Palmarés

### Campeonatos nacionales
| Título           | Club           | País     | Año  |
| ---------------- | -------------- | -------- | ---- |
| Copa de Alemania | 1. FC Nürnberg | Alemania | 2007 |
| Copa de Bélgica  | Anderlecht     | Bélgica  | 2008 |

### Copas internacionales
| Título          | Club (*)                               | País            | Año  |
| --------------- | -------------------------------------- | --------------- | ---- |
| Eurocopa sub-21 | Selección sub-21 de la República Checa | República Checa | 2002 |

- (*) Incluye la selección.